# Seibu série 001
La série 001 (001系, 001-kei) est un type de rame automotrice électrique exploité par la compagnie Seibu sur des services express dans l'ouest de Tokyo au Japon.

## Description
La série comprend sept exemplaires fabriqués par Hitachi et basés sur le modèle A-train. Une rame comprend huit voitures en alliage d’aluminium, avec de larges baies vitrées. Kazuyo Sejima s'est chargée du design extérieur et de l’aménagement intérieur. Le modèle est surnommé "Laview".

## Histoire
Les premières rames de la série 001 ont été introduites le 16 mars 2019.
La série a remporté un Good Design Award en 2019 et un Blue Ribbon Award en 2020.

## Services
Les rames sont affectées aux services express Chichibu (ちちぶ) (Ikebukuro - Seibu-Chichibu) et Musashi (むさし) (Ikebukuro - Hannō).

## Galerie photos

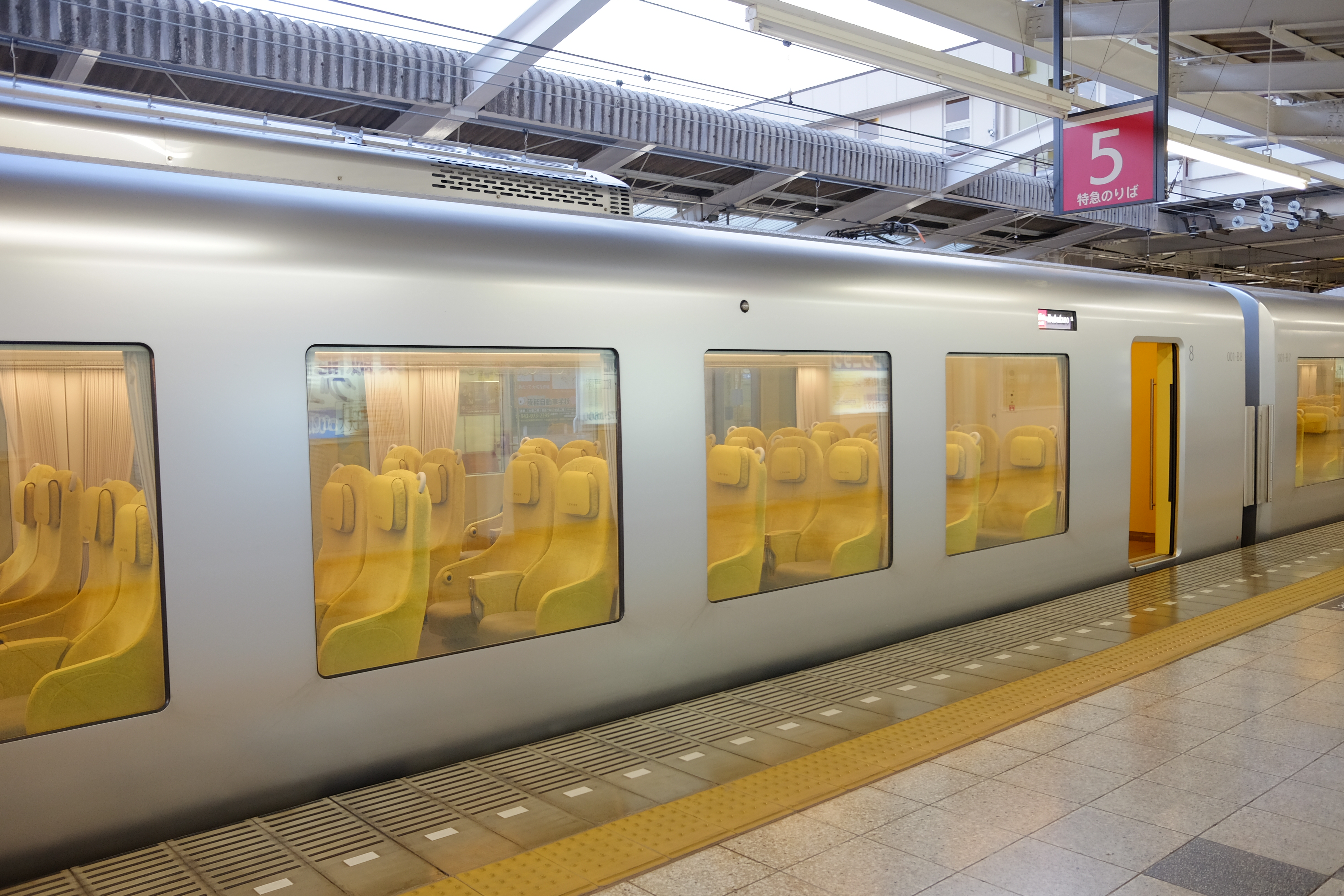
Vue des baies vitrées.
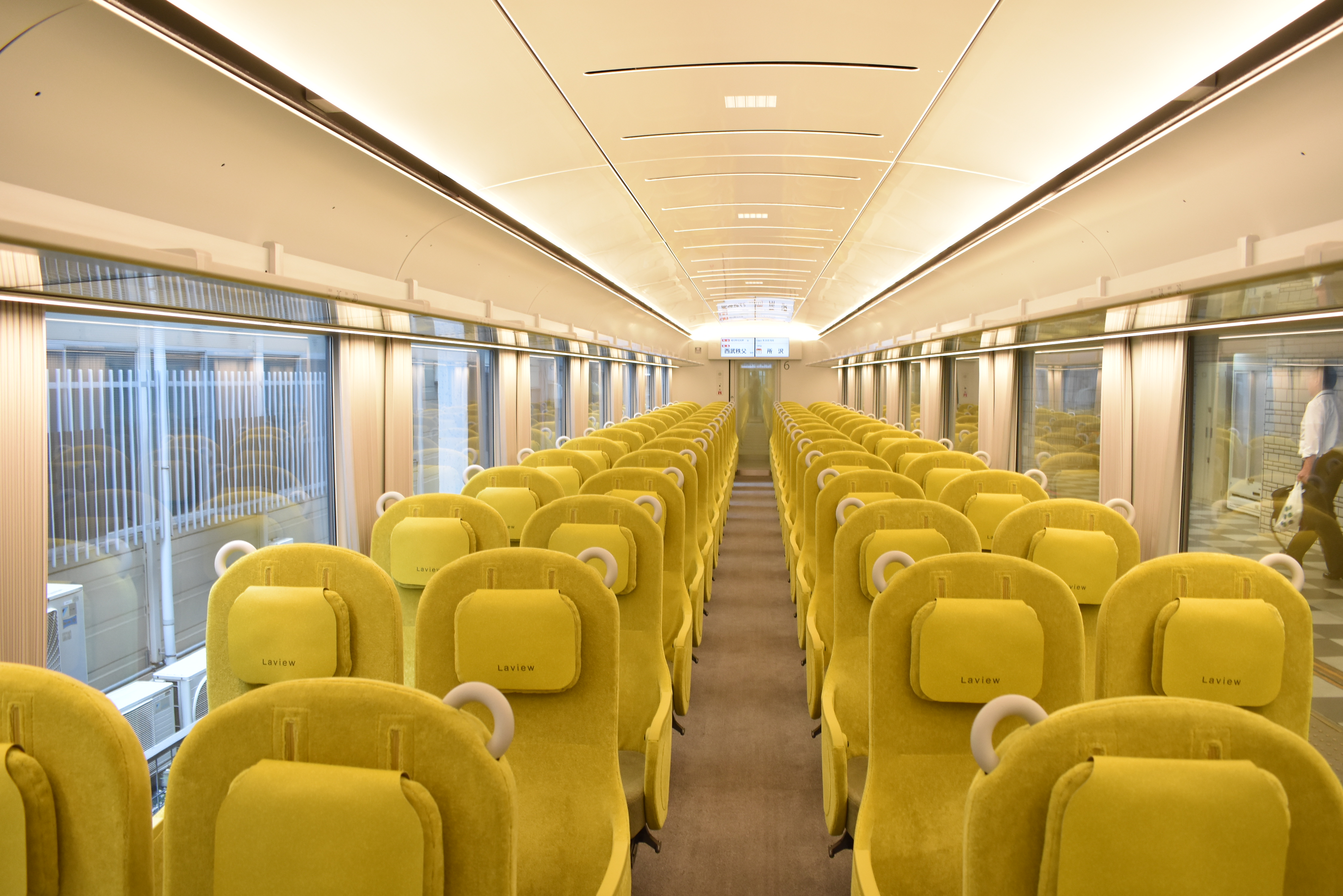
Espace voyageurs.
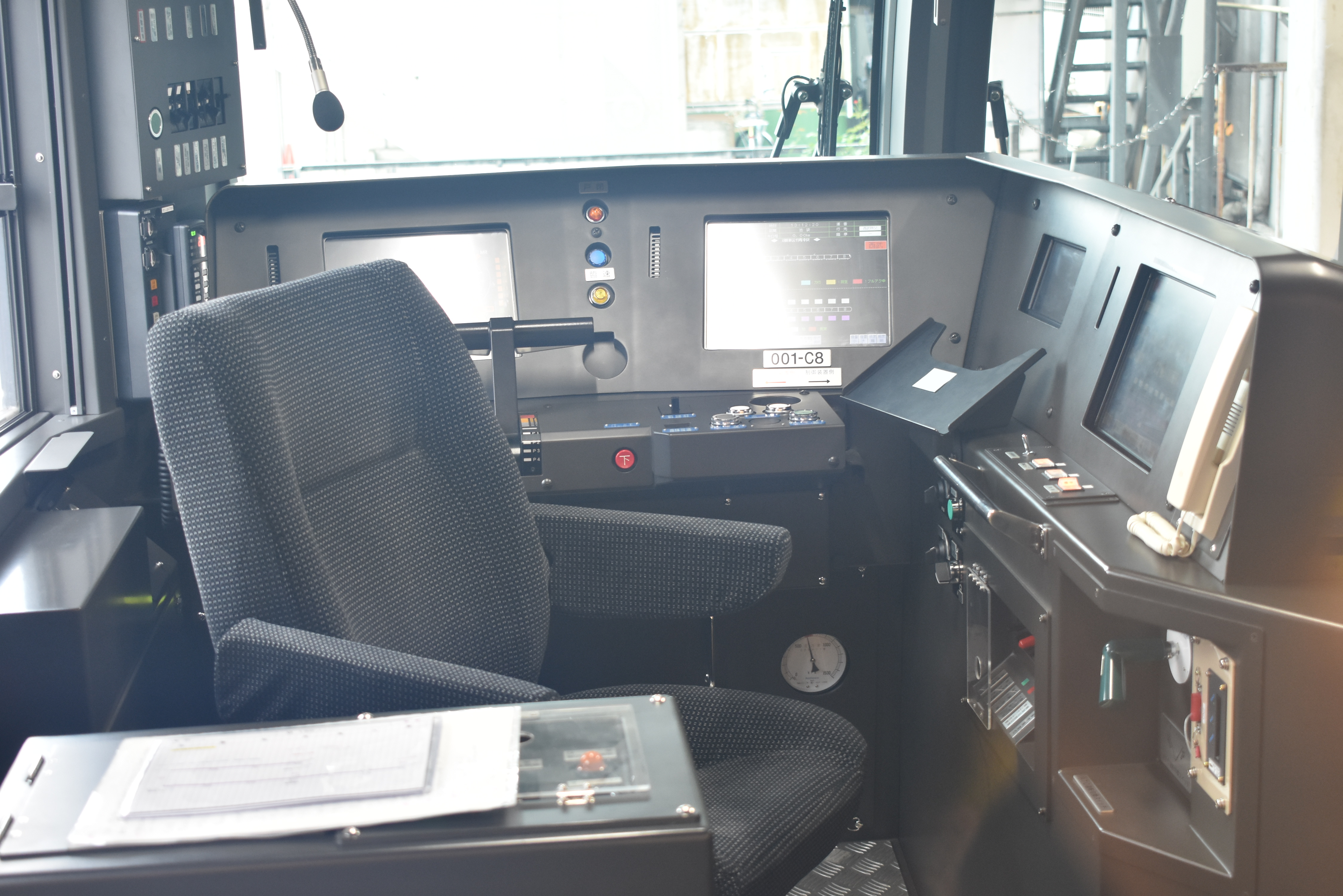
Cabine de conduite.